# Podelzig
Podelzig (pol. hist. Podolsk) – gmina w kraju związkowym Brandenburgia, w powiecie Märkisch-Oderland, wchodzi w skład Związku Gmin Lebus. Miejscowość leży przy granicy polsko-niemieckiej, na historycznej ziemi lubuskiej.

## Historia
Najstarsza znana wzmianka o miejscowości pochodzi z 1354. Ok. 1400 przynależała administracyjnie do dekanatu rokowskiego w diecezji lubuskiej.

## Zabytki
- Kościół z XIII w. (w ruinie)
- Most kolejowy

## Demografia
Wykres zmian populacji Podelzig w granicach z 2013 r. od 1875 r.:

## Galeria

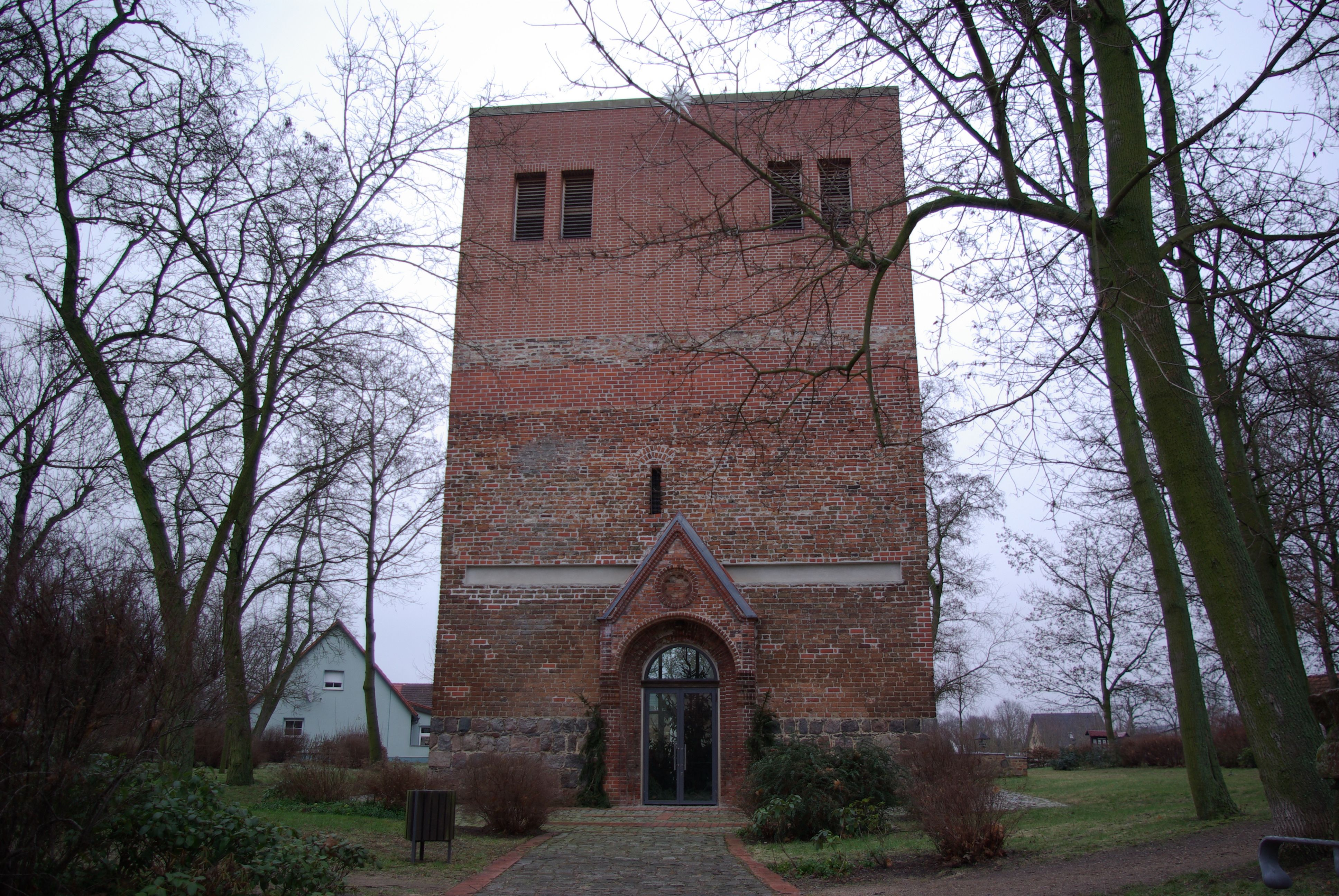
Wieża kościelna
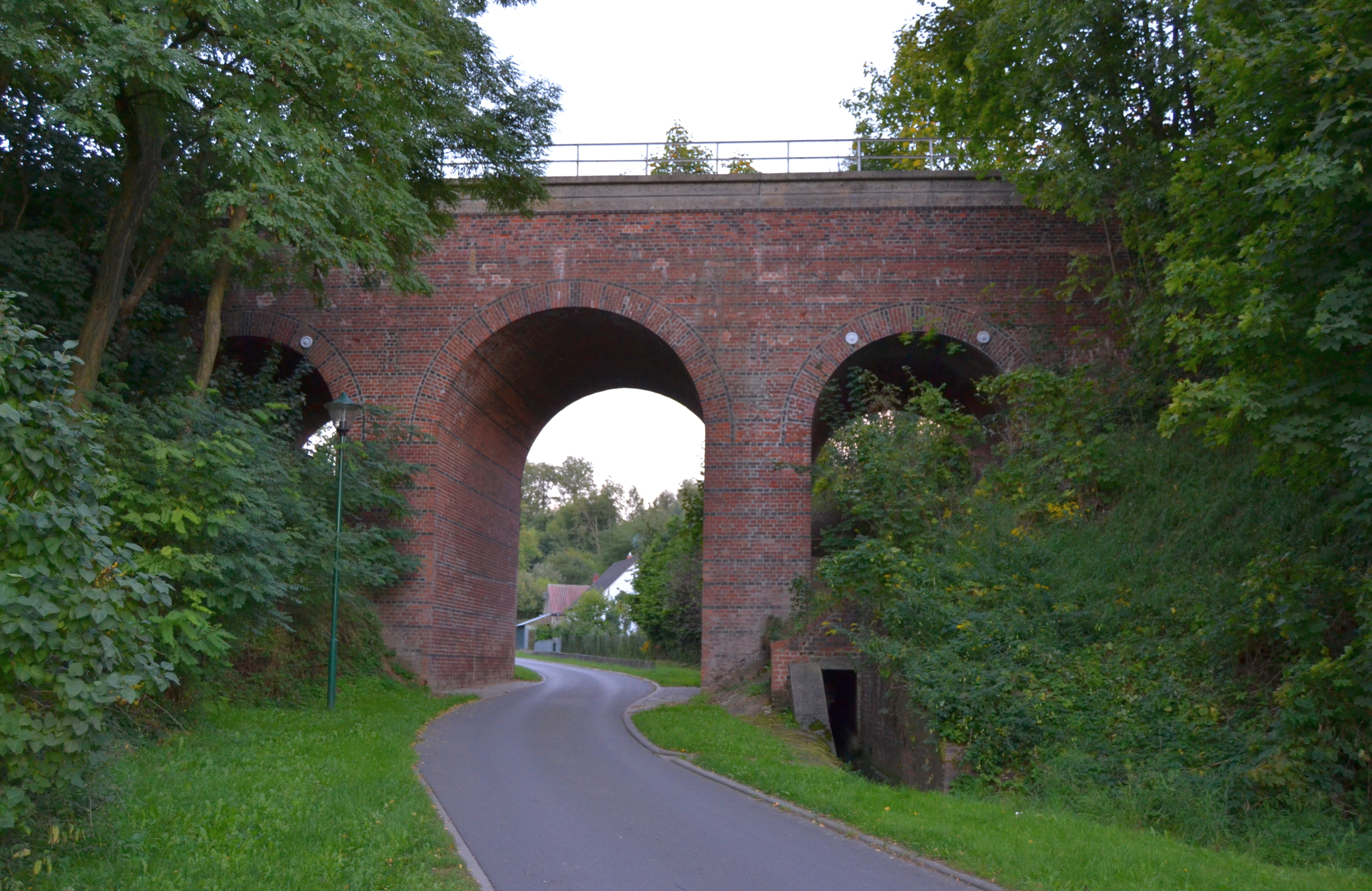
Most kolejowy
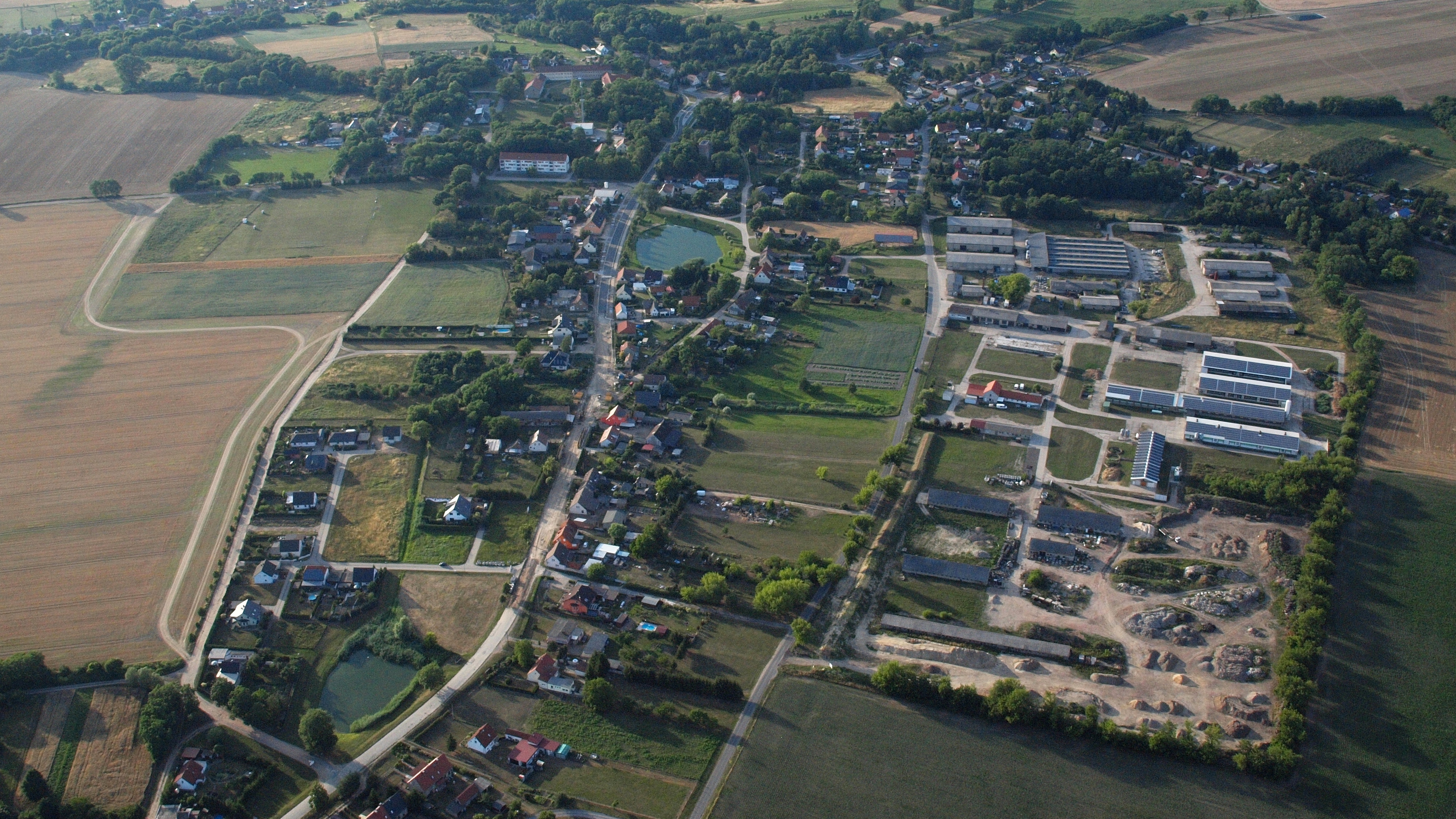
Podelzig z lotu ptaka